# Badminton-Mannschaftseuropameisterschaft 2019/Qualifikation
Vom 7. bis zum 9. Dezember 2018 fanden sieben Qualifikationsturniere für die Badminton-Mannschaftseuropameisterschaft 2019 statt.

## Gruppenzusammensetzung
| Gruppe | Gastgeber        | qualifiziertes Team | ausgeschieden                 |
| ------ | ---------------- | ------------------- | ----------------------------- |
| 1      | Milton Keynes    | England             | Belgien Ungarn Italien        |
| 2      | Ciorescu         | Russland            | Moldau Schottland Ukraine     |
| 3      | Caldas da Rainha | Niederlande         | Island Portugal Schweiz       |
| 4      | Aire-sur-la-Lys  | Frankreich          | Estland Färöer Slowakei       |
| 5      | Erlangen         | Deutschland         | Österreich Slowenien Schweden |
| 6      | Sobotka          | Spanien             | Tschechien Litauen Polen      |
| 7      | Sofia            | Irland              | Bulgarien Finnland            |
| 7      | Sofia            | Irland              | Israel Lettland Norwegen      |

## Gruppen
| Gruppe 1                           | Gruppe 2                               | Gruppe 3                                | Gruppe 4                               | Gruppe 5                                      | Gruppe 6                             | Gruppe 7                                   |
| ---------------------------------- | -------------------------------------- | --------------------------------------- | -------------------------------------- | --------------------------------------------- | ------------------------------------ | ------------------------------------------ |
| England (H) Belgien Ungarn Italien | Moldau (H) Russland Schottland Ukraine | Portugal (H) Island Niederlande Schweiz | Frankreich (H) Estland Färöer Slowakei | Deutschland (H) Österreich Slowenien Schweden | Polen (H) Spanien Tschechien Litauen | Subgruppe 1: Bulgarien (H) Finnland Irland |
| England (H) Belgien Ungarn Italien | Moldau (H) Russland Schottland Ukraine | Portugal (H) Island Niederlande Schweiz | Frankreich (H) Estland Färöer Slowakei | Deutschland (H) Österreich Slowenien Schweden | Polen (H) Spanien Tschechien Litauen | Subgruppe 2: Israel Lettland Norwegen      |

## Resultate

### Gruppe 1
| Pos | Team    | Pld | W | L | MW | ML | GW | GL | PW  | PL  | Pts | Qualifikation |
| --- | ------- | --- | - | - | -- | -- | -- | -- | --- | --- | --- | ------------- |
| 1   | England | 2   | 3 | 0 | 13 | 2  | 28 | 4  | 658 | 411 | 3   | Q             |
| 2   | Belgien | 2   | 2 | 1 | 10 | 5  | 21 | 13 | 630 | 606 | 2   |               |
| 3   | Ungarn  | 3   | 1 | 2 | 6  | 9  | 13 | 22 | 564 | 646 | 1   |               |
| 4   | Italien | 3   | 0 | 3 | 1  | 14 | 5  | 28 | 470 | 659 | 0   |               |

### Gruppe 2
| Pos | Team       | Pld | W | L | MW | ML | GW | GL | PW  | PL  | Pts | Qualifikation |
| --- | ---------- | --- | - | - | -- | -- | -- | -- | --- | --- | --- | ------------- |
| 1   | Russland   | 3   | 3 | 0 | 13 | 2  | 27 | 5  | 659 | 433 | 3   | Q             |
| 2   | Schottland | 3   | 2 | 1 | 8  | 7  | 18 | 16 | 628 | 584 | 2   |               |
| 3   | Ukraine    | 3   | 1 | 2 | 6  | 9  | 14 | 20 | 522 | 608 | 1   |               |
| 4   | Moldau     | 3   | 0 | 3 | 3  | 12 | 6  | 24 | 384 | 568 | 0   |               |

### Gruppe 3
| Pos | Team        | Pld | W | L | MW | ML | GW | GL | PW  | PL  | Pts | Qualifikation |
| --- | ----------- | --- | - | - | -- | -- | -- | -- | --- | --- | --- | ------------- |
| 1   | Niederlande | 3   | 3 | 0 | 15 | 0  | 30 | 2  | 662 | 397 | 2   | Q             |
| 2   | Schweiz     | 3   | 2 | 1 | 9  | 6  | 20 | 13 | 605 | 631 | 2   |               |
| 3   | Portugal    | 3   | 1 | 2 | 4  | 11 | 10 | 24 | 511 | 676 | 0   |               |
| 4   | Island      | 3   | 0 | 3 | 2  | 13 | 6  | 27 | 498 | 672 | 0   |               |

### Gruppe 4
| Pos | Team       | Pld | W | L | MW | ML | GW | GL | PW  | PL  | Pts | Qualifikation |
| --- | ---------- | --- | - | - | -- | -- | -- | -- | --- | --- | --- | ------------- |
| 1   | Frankreich | 3   | 3 | 0 | 14 | 1  | 29 | 5  | 702 | 397 | 3   | Q             |
| 2   | Estland    | 3   | 2 | 1 | 10 | 5  | 24 | 12 | 671 | 541 | 2   |               |
| 3   | Slowakei   | 3   | 1 | 2 | 5  | 10 | 11 | 22 | 441 | 616 | 1   |               |
| 4   | Färöer     | 3   | 0 | 3 | 1  | 14 | 3  | 28 | 347 | 607 | 0   |               |

### Gruppe 5
| Pos | Team        | Pld | W | L | MW | ML | GW | GL | PW  | PL  | Pts | Qualifikation |
| --- | ----------- | --- | - | - | -- | -- | -- | -- | --- | --- | --- | ------------- |
| 1   | Deutschland | 3   | 3 | 0 | 13 | 2  | 26 | 7  | 665 | 493 | 3   | Q             |
| 2   | Schweden    | 3   | 2 | 1 | 10 | 5  | 21 | 13 | 637 | 585 | 2   |               |
| 3   | Slowenien   | 3   | 1 | 2 | 5  | 10 | 14 | 23 | 633 | 716 | 1   |               |
| 4   | Österreich  | 3   | 0 | 3 | 2  | 13 | 9  | 27 | 570 | 711 | 0   |               |

### Gruppe 6
| Pos | Team       | Pld | W | L | MW | ML | GW | GL | PW  | PL  | Pts | Qualifikation |
| --- | ---------- | --- | - | - | -- | -- | -- | -- | --- | --- | --- | ------------- |
| 1   | Spanien    | 3   | 2 | 1 | 11 | 4  | 25 | 11 | 711 | 582 | 2   | Q             |
| 2   | Tschechien | 3   | 2 | 1 | 10 | 5  | 21 | 14 | 659 | 618 | 2   |               |
| 3   | Polen      | 3   | 2 | 1 | 9  | 6  | 21 | 14 | 642 | 590 | 2   |               |
| 4   | Litauen    | 3   | 0 | 3 | 0  | 15 | 2  | 30 | 452 | 674 | 0   |               |

### Gruppe 7

#### Subgruppe 1
| Pos | Team      | Pld | W | L | MW | ML | GW | GL | PW  | PL  | Pts | Qualifikation |
| --- | --------- | --- | - | - | -- | -- | -- | -- | --- | --- | --- | ------------- |
| 1   | Irland    | 2   | 2 | 0 | 7  | 3  | 14 | 7  | 406 | 379 | 2   | Q             |
| 2   | Bulgarien | 2   | 1 | 1 | 5  | 5  | 11 | 12 | 430 | 425 | 1   |               |
| 3   | Finnland  | 2   | 0 | 2 | 3  | 7  | 9  | 15 | 429 | 461 | 0   |               |

#### Subgruppe 2
| Pos | Team     | Pld | W | L | MW | ML | GW | GL | PW  | PL  | Pts | Qualifikation |
| --- | -------- | --- | - | - | -- | -- | -- | -- | --- | --- | --- | ------------- |
| 1   | Norwegen | 2   | 2 | 0 | 8  | 2  | 16 | 4  | 397 | 280 | 2   | Q             |
| 2   | Israel   | 2   | 1 | 1 | 5  | 5  | 10 | 11 | 359 | 355 | 1   |               |
| 3   | Lettland | 2   | 0 | 2 | 2  | 8  | 5  | 16 | 298 | 419 | 0   |               |